# Boštjan Kiauta
Boštjan Kiauta (nizozemsko Bastian oz. Bastiaan Kiauta), slovenski zoolog in akademik, * 20. januar 1937, Ljubljana, † 26. marec 2022.
V Ljubljani je absolviral biologijo, po izsellitvi na Nizozemsko (1962) pa je na Državni univerzi v Utrechtu študij zaključil z doktorsko disertacijo Studies on karyotypic evolution in Odonata (1969). V Sloveniji je 1960–61 delal kot (bio)speleolog na Inštitutu za raziskovanje krasa ZRC SAZU v Postojni, 1961/62 pa je bil kot sodelavec Zavoda za varstvo spomenikov v Ljubljani soustanovitelj in prvi urednik revije Varstvo narave. Na Nizozemskem je najprej delal kot hidroentomolog v Državnem inštitutu za naravovarstvena raziskovanja (RIVON) v Bilthovnu in Zeistu, od 1964 do upokojitve 2002 pa na Inštitutu za genetiko Državne univerze v Utrechtu. 1980 je bil imenovan za rednega profesorja citotaksonomije in citofilogenije nevretenčarjev na Državni univerzi v Utrechtu, kjer je predaval tudi sistematiko protistov in sistematsko zoologijo nevretenčarjev; od 2002 je bil zaslužni profesor te univerze. Bil je mentor pri okoli 300 diplomskih nalogah in 35 doktorskih disertacijah. Leta 1983 je bil pobudnik ustanovitve Mednarodnega odonatološkega raziskovalnega inštituta (IORI) v Gainesvillu, Florida, ZDA, in bil član njegovega upravnega sveta. Od 1971 naprej je vodil upravno pisarno Mednarodne odonatološke fundacije (SIO), sedaj v Siebengewaldu na Nizozemskem. Med glavna področja njegovega raziskovalnega dela so spadale citogenetika nevretenčarjev (Cnidaria, Mollusca, Collembola, Trichoptera itd.), biospeleologija, visokogorska biologija in odonatologija (veda o kačjih pastirjih). Kiautino diplomsko delo Prispevek k poznavanju odonatne favne Slovenije (1959) je predstavljalo tudi temelj za razvoj moderne odonatologije na Slovenskem. Njegova slovenska odonatološka bibliografija od leta 1954 do 2015 šteje več kot 50 del.
Bil je dolgoletni urednik mednarodnih znanstvenih revij Genetica (1971–1990), Odonatologica (1971– 2013), Notulae odonatologicae (1978– 2013) itd. Od leta 1984 dalje je v Švici izdajal serijo Opuscula zoologica fluminensia, ustanovil je tudi reviji Advances in Odonatology (Pariz) in Malangpo (Bangkok). V reviji Odonatologica je v 42 letih urejanja pripravil 19.880 kratkih izvlečkov in ocen del, ki so izšla od leta 1971 naprej, ter uredil več kot 1.400 odonatoloških znanstvenih člankov, za revijo Notulae odonatologicae pa pripravil več kot 600 odonatoloških notic in člankov.
1981 je bil izvoljen za častnega člana Societas internationalis odonatologica, 2004 je prejel zlato odlikovanje Nizozemskega odonatološkega društva in je nosilec nekaterih drugih znanstvenih priznanj. Z utemeljitvijo o »mednarodnem pomenu (njegovih) znanstvenih dosežkov na področju odonatologije« ga je nizozemska kraljica 26. aprila 2002 imenovala za viteza Oranje-Nassauskega reda. 
Leta 2007 je bil sprejet za izrednega in 2015 za rednega člana v razredu za naravoslovne vede Slovenske akademije znanosti in umetnosti.
Od ustanovitve Slovenskega odonatološkega društva, pri kateri je dejavno sodeloval že leta 1992 in bil tudi en od poglavitnih pobudnikov društva, preko organizacije regijskega simpozija 1st Odonatological Symposium of the Alps-Adriatic regional Community v Mariboru (1994) in svetovnega simpozija XIV. International Symposium of Odonatology v Mariboru (1997) je na več področjih pomembno pomagal, da je Slovenija postala vidna na svetovnem odonatološkem zemljevidu. Skupščina Slovenskega odonatološkega društva se je 15. aprila 2015 soglasno odločila, da s podelitvijo častnega članstva društva izkaže Kiauti spoštovanje in zahvalo za zasluge pri proučevanju kačjih pastirjev in razvoju odonatologije na Slovenskem ter za pomoč in mentorstvo mlajšim odonatologom pri njihovem raziskovanju. Podelitev častne plakete se je odvijala 17. junija 2015 v Biološkem središču, in sicer v obliki moderiranega pogovora, ki je bil v skrajšani obliki tudi objavljen.